# Eudonia officialis
Eudonia officialis là một loài bướm đêm trong họ Crambidae.